# Asteropontius minutus
Asteropontius minutus is een eenoogkreeftjessoort uit de familie van de Asterocheridae. De wetenschappelijke naam van de soort is voor het eerst geldig gepubliceerd in 2003 door Kim I.H..